# Pandaros
Pandaros (Πάνδαρος) – w mitologii greckiej dowódca kontyngentu Likyjczyków walczącego w wojnie trojańskiej po stronie Trojan, znakomity łucznik.
Był synem Likaona, władcy położonej w Licji Zelei. W sztuce łuczniczej szkolił go sam Apollo. Wbrew radom ojca przybył pod Troję jako piechur, rezygnując z koni i wozu. W czasie rozejmu między Trojanami a Achajami, gdy Menelaos toczył pojedynek z Parysem, Pandaros za podpuszczeniem wrogiej Trojanom Ateny, która przybrała na ten czas postać Trojańczyka Laodokosa, wypuścił w kierunku Menelaosa strzałę, doprowadzając w ten sposób do wznowienia walk. Zginął z ręki Diomedesa.
Jego postać pojawia się w poemacie Chaucera Troilus i Criseyda oraz sztuce Troilus i Kresyda Williama Shakespeare’a.